# Ratjabergen
Ratjabergen (georgiska: რაჭის ქედი, Ratjis kedi) är en bergskedja i Georgien. Den ligger i regionen Ratja-Letjchumi och Nedre Svanetien, i den norra delen av landet, och är en sydlig del av Stora Kaukasus. Högsta toppen når 2 862 m ö.h.